# Philip Deignan
Philip Deignan, [irisch: Pilib Ó Duígeannáin] (* 7. September 1983 in Letterkenny, County Donegal) ist ein ehemaliger irischer Radrennfahrer.

## Werdegang
Philip Deignan fuhr ab 2005 zunächst beim damaligen Professional Continental Team Ag2r Prévoyance und konnte dort in seiner ersten Saison das Eintagesrennen Tour du Doubs gewinnen. Mit dieser Mannschaft nahm er an der Vuelta a España 2007 – seiner ersten Grand Tour – teil, bei der er den 71. Platz der Gesamtwertung belegte. Im Jahr 2008 nahm Deignan für Irland an den Olympischen Sommerspielen in Peking teil und wurde im Straßenrennen 80.
Deignan fuhr 2009 und 2010 für das Cervélo TestTeam. Für seine neue Mannschaft gewann er in Ávila die 18. Etappe der Vuelta a España 2009 im Zweiersprint vor Roman Kreuziger, mit dem er sich auf der letzten Abfahrt aus einer 16-köpfigen Ausreißergruppe absetzen konnte. Er belegte mit knapp elf Minuten Rückstand auf Alejandro Valverde zum Abschluss der Rundfahrt den neunten Platz im Gesamtklassement.
Nach einem Jahr beim Team RadioShack schloss er sich 2012 dem UnitedHealthcare Professional Cycling Team an, für das er 2013 die Gesamtwertung des US-amerikanischen Etappenrennens Tour of the Gila gewann. Er wechselte im Jahr 2014 zum Team Sky, wo er als zuverlässiger Helfer galt und nach Ablauf der Saison 2018 seine Karriere als Aktiver beendete.

## Privates
Mitte September 2016 heiratete Philip Deignan seine Rennfahrer-Kollegin Lizzie Armitstead. Seit der Eheschließung startet die Weltmeisterin von 2009 unter ihrem Ehenamen. Philip Deignan ist seit der Geburt der gemeinsamen Tochter im September 2018 und seinem anschließenden Rücktritt als Aktiver als Trainer von Lizzie Deignan tätig und betreut die gemeinsame Tochter.

## Erfolge

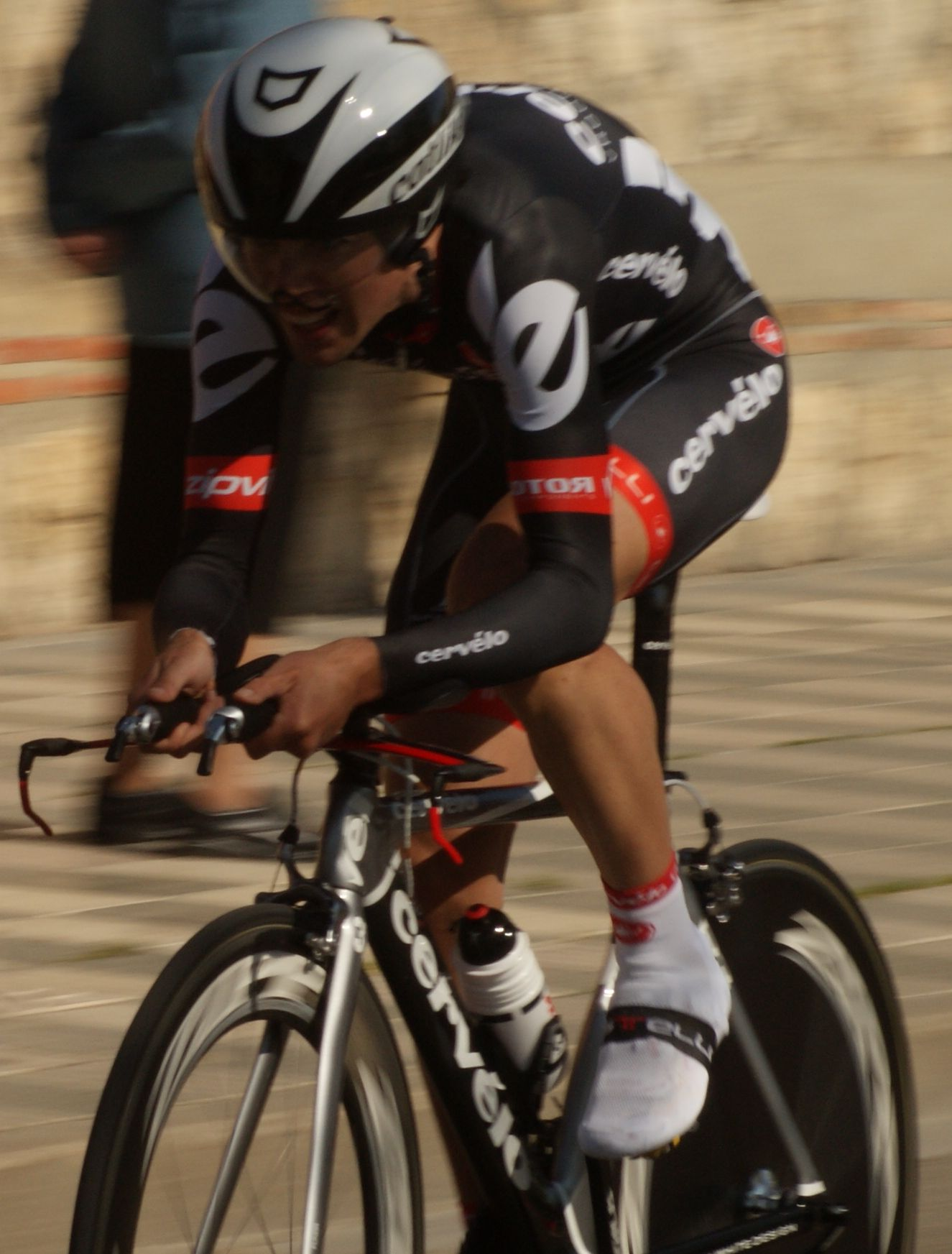
Philip Deignan bei der Vuelta a Castilla y León 2009

2005
- Tour du Doubs

2009
- eine Etappe Vuelta a España

2013
- Gesamtwertung Tour of the Gila

## Grand-Tour-Platzierungen
| Grand Tour            | 2007 | 2008 | 2009 | 2010 | 2011 | 2012 | 2013 | 2014 | 2015 | 2016 | 2017 | 2018 |
| --------------------- | ---- | ---- | ---- | ---- | ---- | ---- | ---- | ---- | ---- | ---- | ---- | ---- |
| Giro d’ItaliaGiro     | –    | 79   | 56   | –    | 47   | –    | –    | 43   | –    | DNF  | 37   | –    |
| Tour de FranceTour    | –    | –    | –    | –    | –    | –    | –    | –    | –    | –    | –    | –    |
| Vuelta a EspañaVuelta | 71   | –    | 9    | DNF  | –    | –    | –    | 115  | –    | –    | –    | –    |

## Teams
- 2005–2008: Ag2r Prévoyance/Ag2r La Mondiale
- 2009–2010: Cervélo TestTeam
- 2011: Team RadioShack
- 2012–2013: UnitedHealthcare Pro Cycling Team
- 2014–2018: Team Sky